# 刘结挺
刘结挺（1920年—1993年），山东省平邑县人，中华人民共和国政治人物。有妻张西挺。

## 生平
因严重违法乱纪、合谋打击陷害干部群众，于1963年3月夫妻二人同时被撤销职务，1965年2月经中共中央批准，二人被开除党籍。
文化大革命期间，刘结挺、张西挺在四川组织操纵帮派势力，通过二月镇反，大搞篡夺省委领导权的活动。刘结挺曾任四川省革委会副主任、成都军区副政委、中共第九届中央委员会候补委员、中共第九届中央委员。期间组织重庆大武斗、泸州武斗事件，造成重大伤亡事件。1978年6月20日，刘结挺、张西挺被逮捕，1982年3月，四川省高级人民法院以阴谋颠覆政府罪、反革命宣传煽动罪、诬告陷害罪判处刘结挺有期徒刑20年，剥夺政治权利5年；判处张西挺有期徒刑17年，剥夺政治权利5年。